# 10 palomas
10 palomas es una película de suspenso policial argentina de 2021 dirigida por Tamae Garateguy. Narra la historia de un investigador policial que tiene la responsabilidad de resolver los atroces asesinatos de jueces importantes del poder. Está protagonizada por Guillermo Pfening, Alberto Ajaka, Alexia Moyano, Nancy Dupláa y César Bordón. La película fue estrenada mundialmente el 22 de marzo de 2021 durante Buenos Aires Festival Internacional de Cine Independiente.
La película tenía previsto su lanzamiento en las salas de cines de Argentina el 6 de mayo de 2021 bajo la distribución de Cinetren, sin embargo, el estreno se suspendió debido a las nuevas medidas sanitarias que había reglamentado el Gobierno Nacional en ese momento para la prevención del contagio del Covid-19 en lugares cerrados, lo cual llevó a que se cerraran las salas de cines. El 10 de diciembre de 2021, la película fue estrenada en el catálogo de la plataforma de streaming Star+.

## Sinopsis
La trama sigue a Félix, un investigador que tendrá a su cargo uno de los casos más relevantes y sangrientos de toda su carrera, ya que debe atrapar a un asesino que tiene como blanco a aquellos jueces que taparon sus propias causas de abusos sexuales o porque dejaron en libertad a aquellos que los cometieron. Los crímenes se caracterizan por dejar a la víctima en un charco de sangre rodeado por palomas que se alimentan de ellos.

## Elenco
- Guillermo Pfening como Félix
  - Santiago Dominici como Félix (12 años)
  - Matías Preisz como Félix (6 años)
- Alberto Ajaka como Bruno
- Alexia Moyano como Mariana
- Nancy Dupláa como Adriana Acuña
- César Bordón como Mario
- Willy Lemos como Bibiana
- Martina Garello como Psicóloga
- Javier De Pietro como «El pendejo»
- Anahí Martella como Jueza Sáenz Valiente
- Daniel Valenzuela como Fiscal
- Miguel Forza de Paul como Psiquiatra
- Gaby Valenti como Abogada de Bibiana
- Patricia Castro como Periodista

## Recepción

### Comentarios de la crítica
La película recibió críticas favorables por parte de los expertos. Rolando Gallego de Escribiendo cine elogió el trabajo de Garateguy como directora, diciendo que «lo hace con solidez y virtuosismo, y sale una vez más triunfante y victoriosa, generando desde la primera escena la intriga para que el relato avance hasta la última escena, y posibilitando, además de entretenimiento, una fábula urbana, siniestra y dolorosa, sobre las miserias humanas». Por su parte, Diego Batlle del sitio web Otros cines otorgó a la película tres estrellas de cinco, expresando «no será una película demasiado innovadora, pero su pasión —en referencia a Garateguy— por (y su capacidad para) los géneros se mantiene intacta». Bruno Calabrese del portal de internet Sólo fui al cine destacó que «la directora toma riesgos y consigue elaborar un thriller atrapante, pero sobre todo logra un ejercicio exuberante de estilo, en el sus actores se divierten llevándolo al límite».
En una reseña para la página web Leer cine, Santiago García escribió que «lo mejor de la película está en el uso de exteriores y en el plano leit motiv del protagonista recorriendo la ciudad en moto, pero la trama policial no está a la altura de la parte visual». En cambio, José Tripodero de A sala llena otorgó a la película dos estrellas, manifestando «la capacidad de la directora para retratar la noche de la ciudad y de encuadrar son parte ya de sus cualidades formales, pero estas no alcanzan para tapar los enormes baches de guion y de actuación».

### Premios y nominaciones
| Lista de premios y nominaciones | Lista de premios y nominaciones | Lista de premios y nominaciones | Lista de premios y nominaciones | Lista de premios y nominaciones | Lista de premios y nominaciones |
| Año                             | Organización                    | Categoría                       | Nominado/a(s)                   | Resultado                       | Ref(s)                          |
| ------------------------------- | ------------------------------- | ------------------------------- | ------------------------------- | ------------------------------- | ------------------------------- |
| 2021                            | Premios Sur                     | Mejor diseño de vestuario       | Julián Rúgolo                   | Nominado                        | [ 12 ]                          |